# Vila Pouca da Beira
Vila Pouca da Beira ist eine Ortschaft und ehemalige Gemeinde in Portugal.
Der niederländische Nationalpoet Gerrit Komrij lebte hier lange, von 1988 bis kurz vor seinem Tod 2012.

## Geschichte
Der Ort erhielt erstmals Stadtrechte im 14. Jahrhundert, die am 20. Dezember 1519 durch König Manuel I. bestätigt wurden. Vila Pouca erhielt seinen Zusatz da Beira im 16. Jahrhundert, zur Abgrenzung von gleichlautenden Ortsnamen. Nachdem es bis Anfang des 19. Jahrhunderts Sitz eines eigenständigen Kreises war, gehörte der Ort bis zur Auflösung des Kreises von Avô im Zuge der Verwaltungsreform von 1836 zu diesem, um danach zum Kreis von Lourosa zu gehören. Seit dessen Auflösung im Jahr 1855 ist Vila Pouca da Beira eine Gemeinde des Kreises von Oliveira do Hospital.
Im Rahmen der umfangreichen öffentlichen Sparmaßnahmen, und der dabei angekündigten Zusammenlegungen zahlreicher Gemeinden im ganzen Land, wurde auch die Auflösung der eigenständigen Gemeinde Vila Pouca da Beira angekündigt. Die Kreisverwaltung lehnt die anstehenden Auflösungen ihrer betroffenen Gemeinden ab.

## Kultur und Sehenswürdigkeiten
Im denkmalgeschützten ehemaligen Kloster Convento do Desagravo do Santíssimo Sacramento aus dem 18. Jahrhundert, das Barock- und Rokoko-Elemente zeigt, ist heute die Pousada Pousada do Dasagravo untergebracht. Auch die einschiffige, barocke Gemeindekirche Igreja Paroquial de Vila Pouca da Beira (auch Igreja de São Sebastião) aus dem frühen 18. Jahrhundert steht unter Denkmalschutz, ebenso der Schandpfahl (Pelourinho), der die im 16. Jahrhundert erneuerten Stadtrechte markierte.

Convento do Desagravo do Santíssimo Sacramento
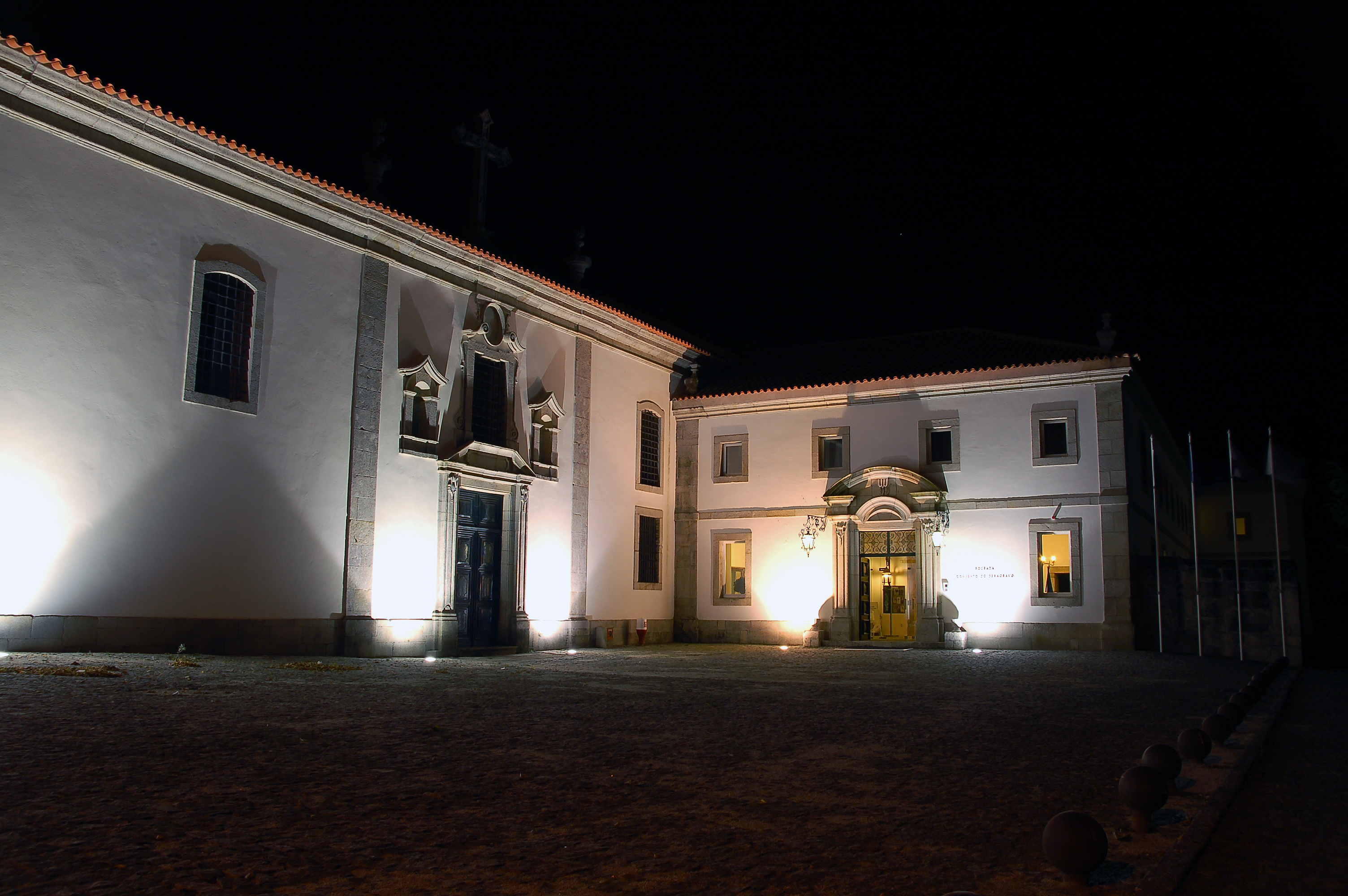
Bei Nacht
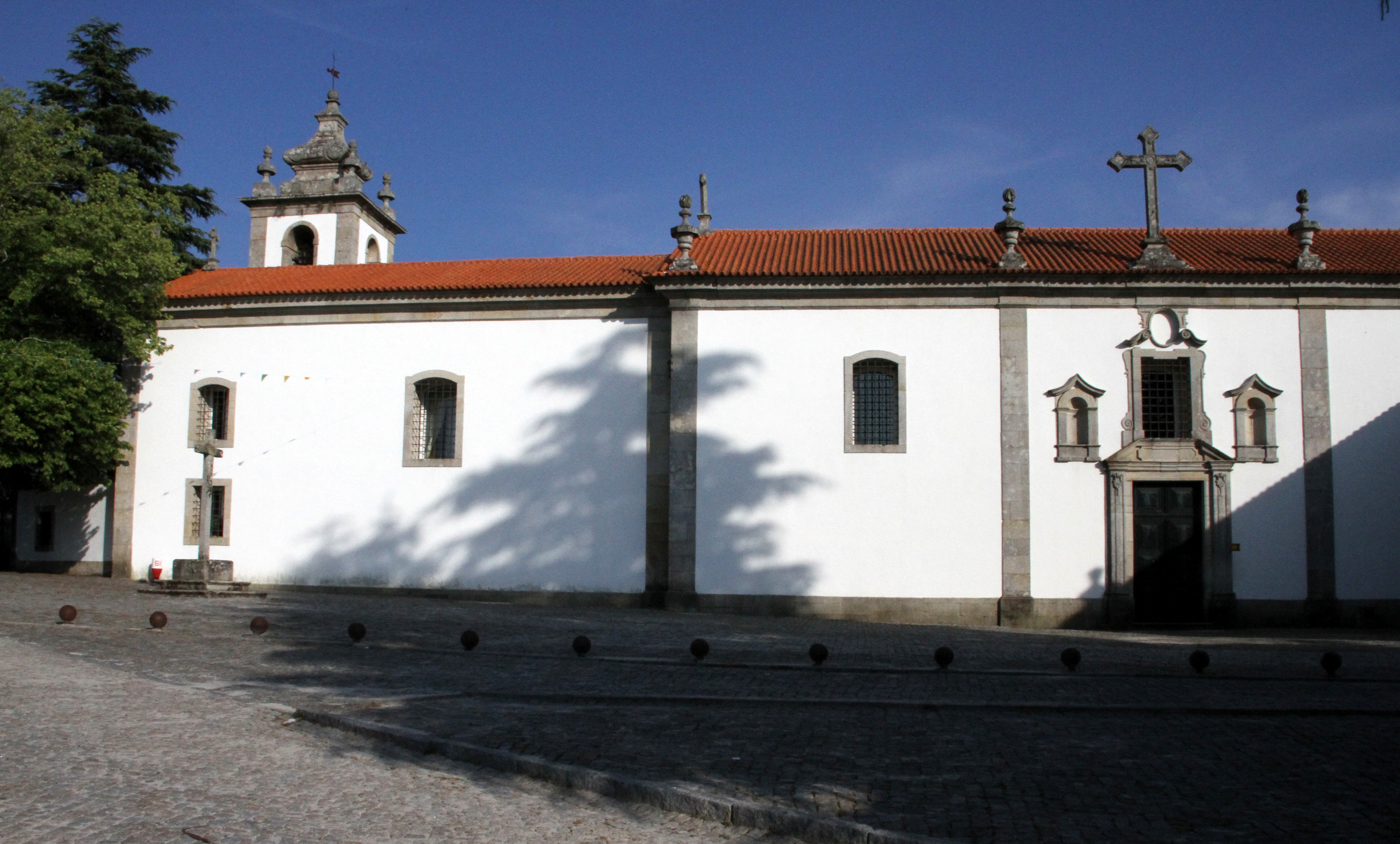
Außenansicht
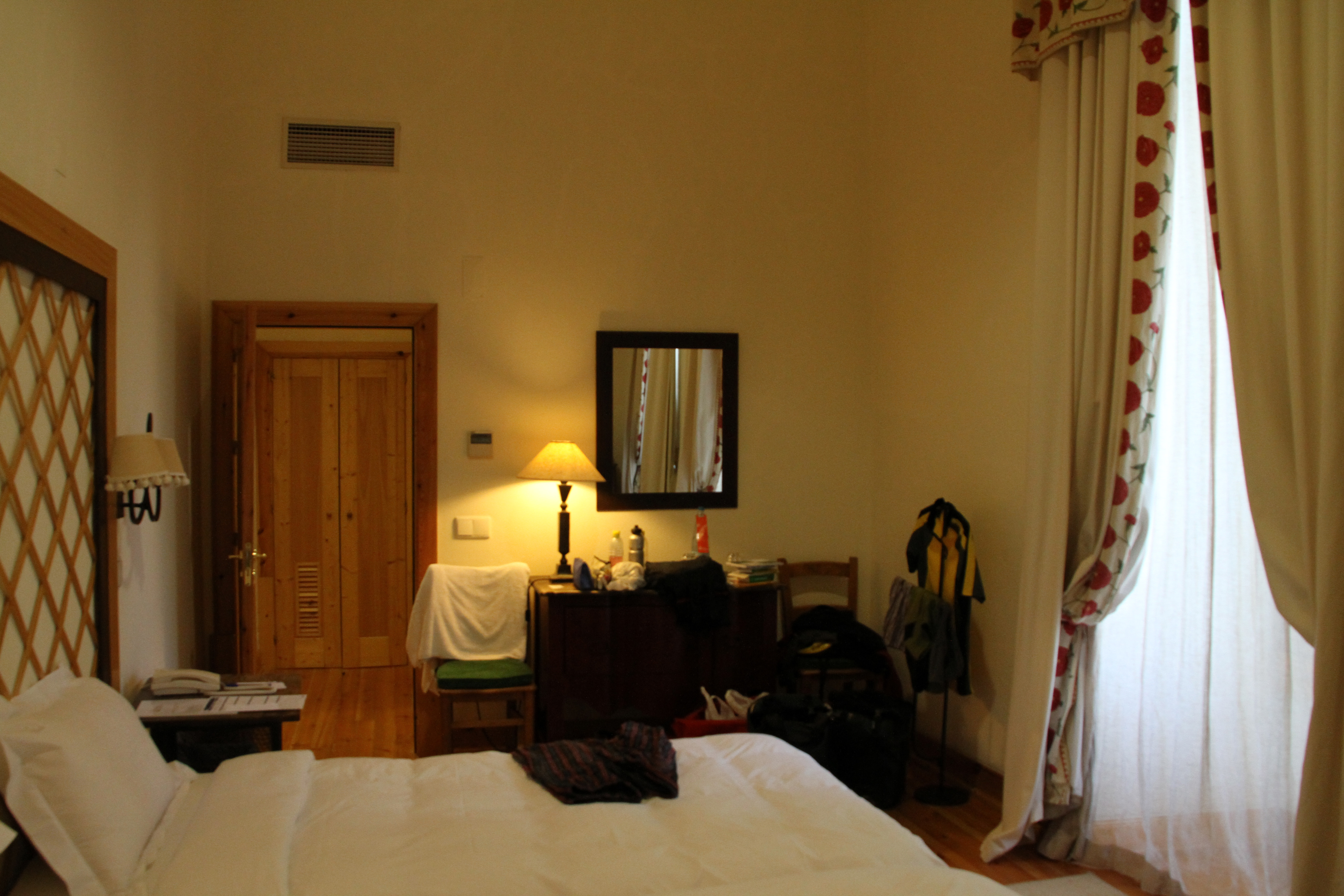
Zimmer der Pousada
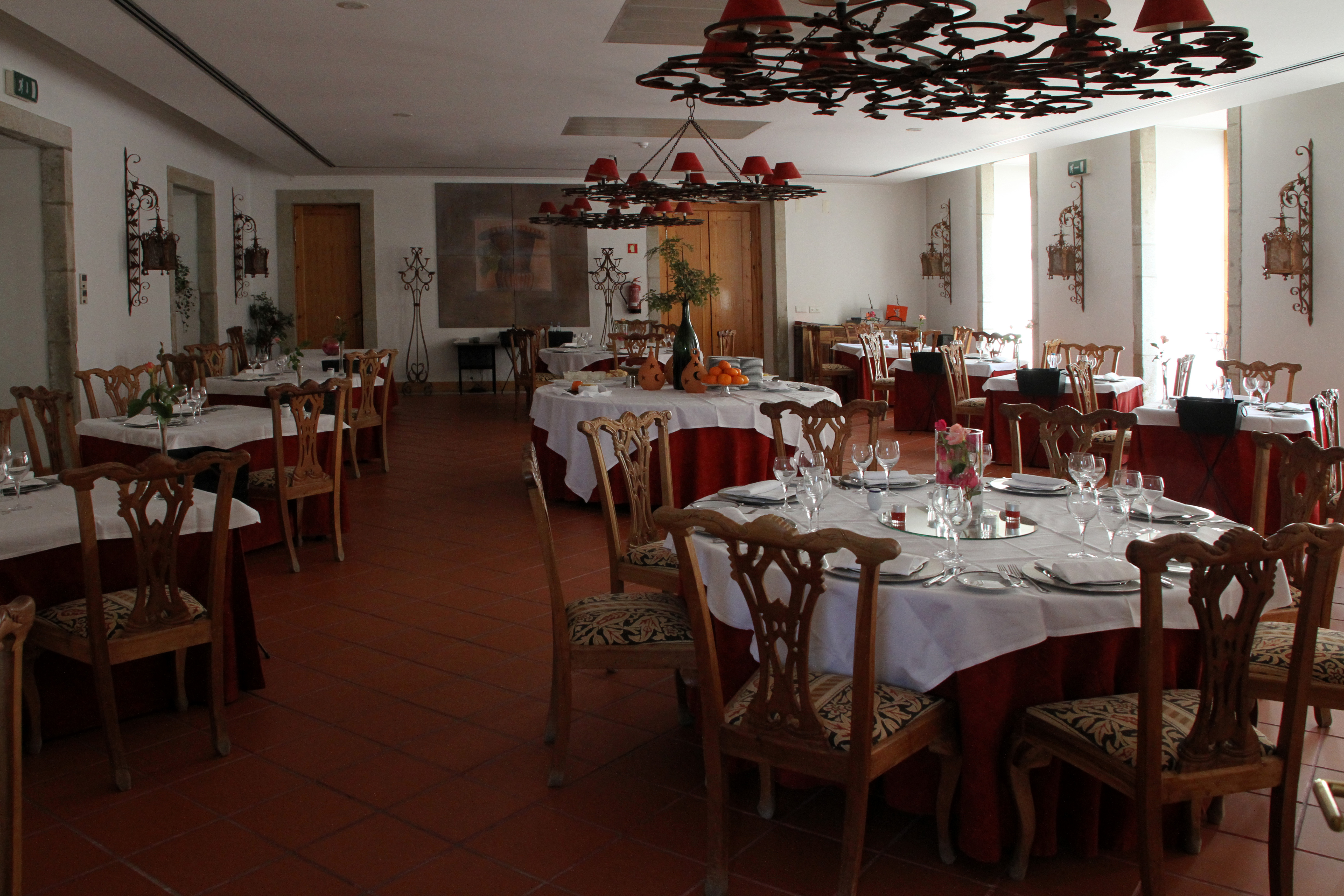
Restaurant der Pousada
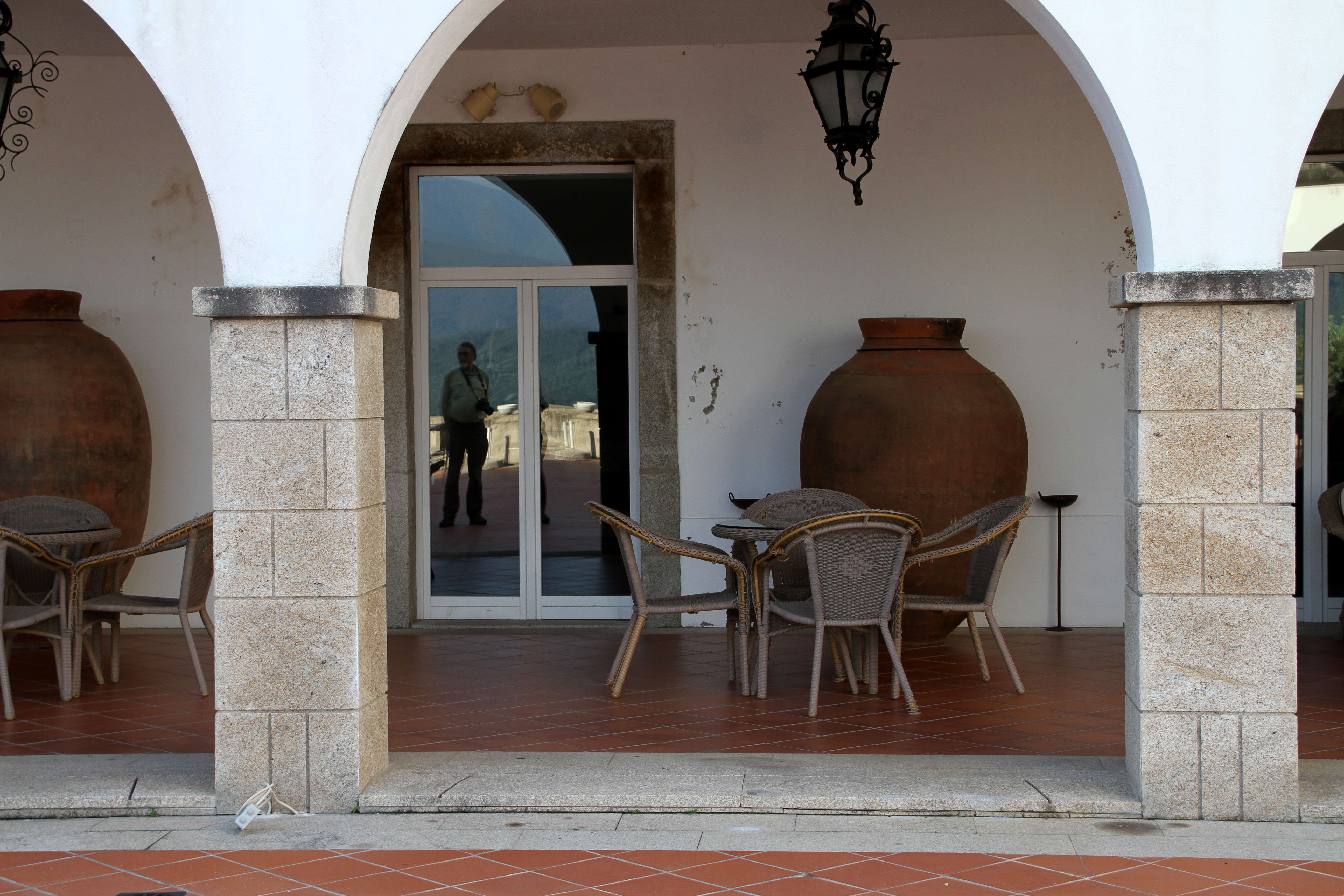
Terrasse
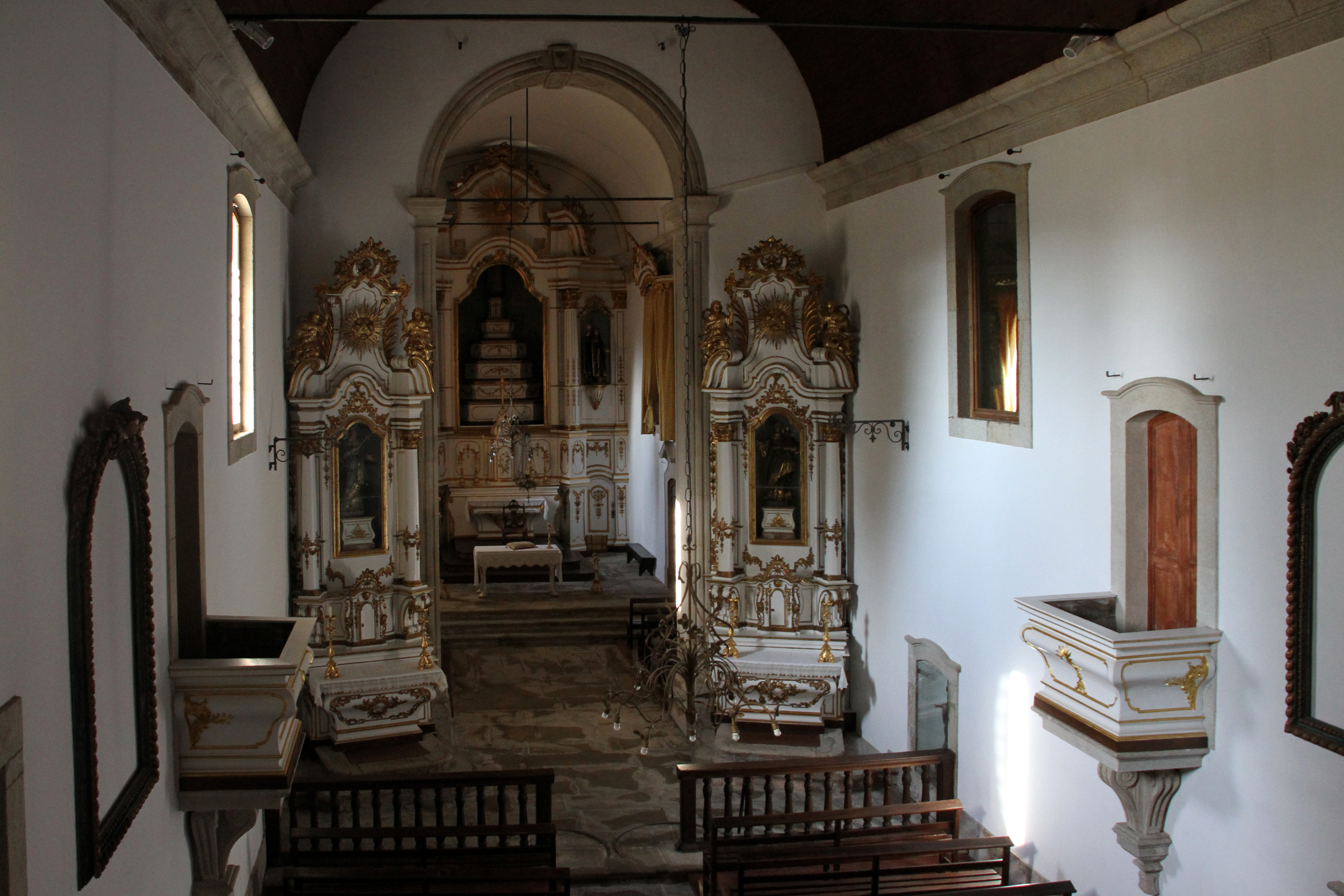
Kirche
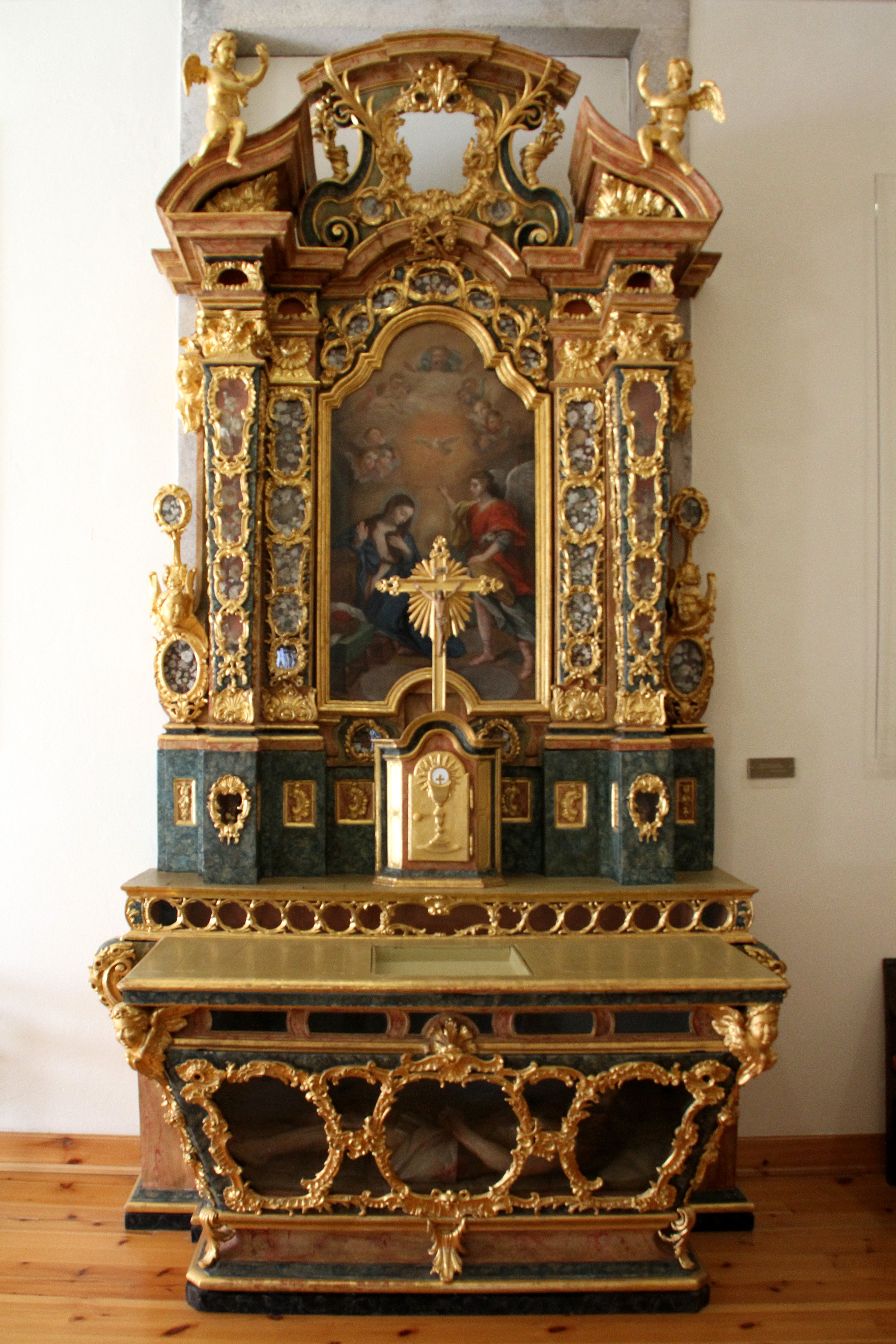
Altar
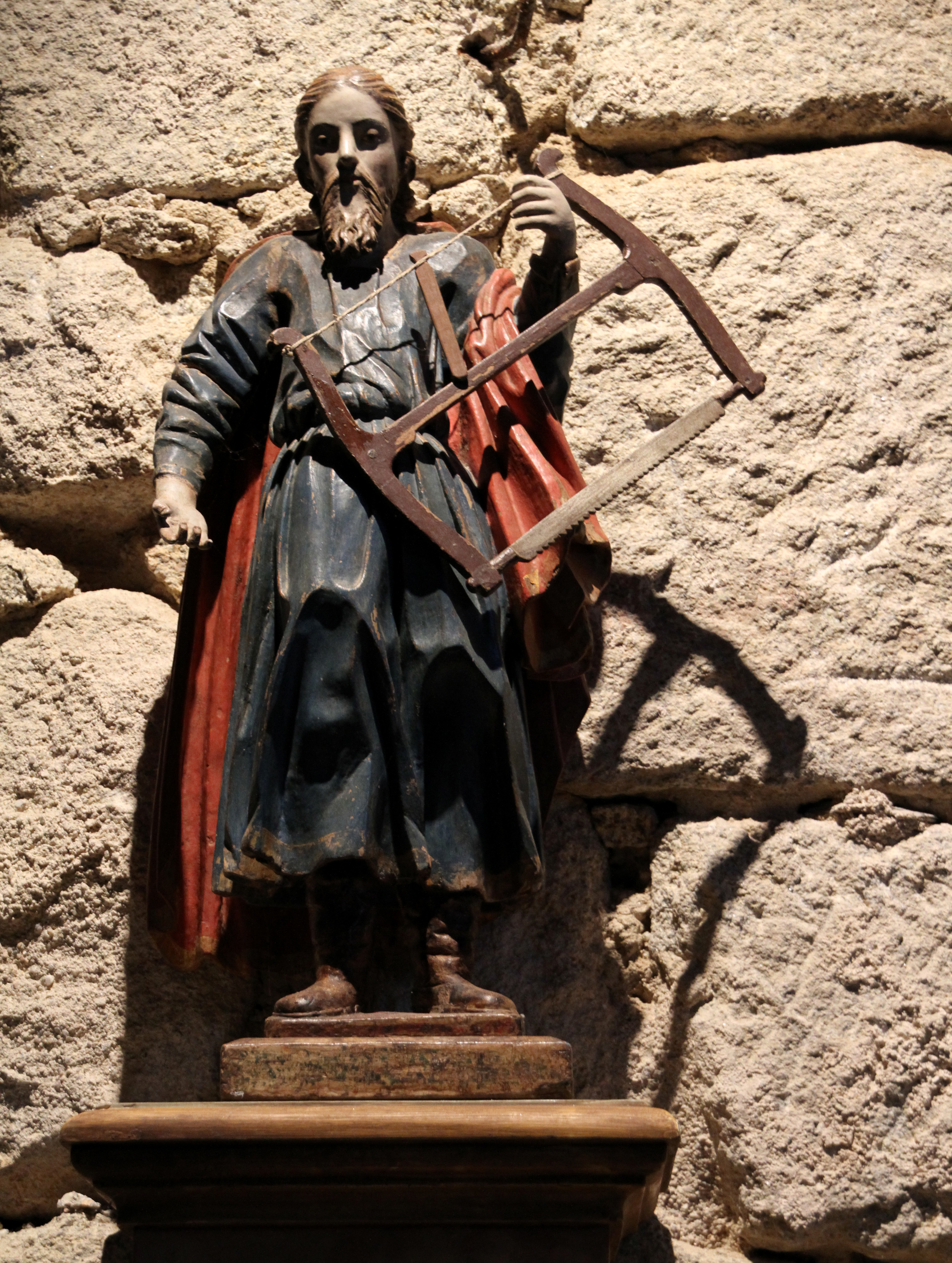
Simon Zelotes

## Verwaltung
Vila Pouca da Beira war eine Gemeinde (Freguesia) im Kreis (Concelho) von Oliveira do Hospital. Am 30. Juni 2011 hatte die Gemeinde 354 Einwohner auf einer Fläche von 4,3 km².
Die Gemeinde bestand aus zwei Ortschaften:
- Digueifel
- Vila Pouca da Beira

Im Zuge der kommunalen Neuordnung Portugals am 29. September 2013 wurde die Gemeinde Vila Pouca da Beira mit Santa Ovaia zur neuen Gemeinde União das Freguesias de Santa Ovaia e Vila Pouca da Beira zusammengeschlossen. Sitz der neuen Gemeinde wurde Santa Ovaia, die bisherige Gemeindeverwaltung von Vila Pouca da Beira blieb derweil als Bürgerbüro bestehen.